# NF11 Holding
NF11 Holding AB  är ett svenskt holdingbolag som står bakom de webbaserade skönhetsproduktsåterförsäljarna NordicFeel, Blush och Eleven. NF11 Holding AB har förutom Sverige även försäljning i Finland, Norge och Danmark.
År 2018 slogs Nordic Web Trading (Nordicfeel) och Eleven AB ihop till ett företag.

## Historik

### Eleven
Eleven.se grundades 2004 i Ankarsrum av Michael Gegerfeldt. År 2013 såldes företaget till Unity Beauty Group som då ägde konkurrenten Parelle Cosmetics. Senare under 2013 trädde Verdane Capital Advisors in som delägare. År 2014 expanderade man till Norge och år 2015 till Finland.

### Nordicfeel
Nordicfeel grundades 2006 av Tobias Fransson under namnet Parfymshopen. Verksamheten bolagiserades 2007 som Nordic Web Trading AB. År 2008 blev företaget en del av JS Data AB där även bläckpatronföretaget Nordicink ingick. Företagsgruppen fick 2011 namnet Nordic E-Commerce Group (NECG) och satsade på ytterligare verksamhetsområden som kontorsmaterial och husdjursprodukter.
I mitten av 2010-talet börejade man dock renodla verksamheten. I början av 2017 såldes Nordicink och NECG lade fokus på Nordicfeel.

### Sammanslagning  2018
År 2018 köptes Nordic Web Trading AB (Nordicfeel) av Elevens ägare Verdane Capital. År 2020 integrerades även norska Blush som tidigare ingick i likaledes Verdane-ägda Komplett. NF11 Holding AB blev holdingbolag för verksamheten. Vidare blev Youty Group ett samlingsnamn för att tre varumärkena. Nordic Web Trading AB bytte i samband med detta namn till Youty AB.
I juni 2024 meddelades det att varumärkena Eleven och Blush skulle försvinna och integreras i Nordicfeel. Dessutom skulle Youty Group byta namn till Nordicfeel Group.